# Synagoga Chóralna w Sewastopolu
Synagoga Chóralna w Sewastopolu (ros. Главная Хоральная синагога) – żydowska bóżnica działająca do 1933 roku w Sewastopolu. 
Została zbudowana w 1884 roku jako druga po Synagodze Wojskowej bóżnica w mieście. Została oficjalnie zamknięta w 1933 roku, od tego czasu sewastopolscy żydzi mieli do dyspozycji jedynie wojskową synagogę.